# Dret religiós
El dret religiós inclou codis ètics i morals ensenyats per les tradicions religioses. Diferents sistemes religiosos mantenen la llei sagrada en un grau major o menor d'importància per als seus sistemes de creences, alguns essent explícitament antinòmics mentre que d'altres són de naturalesa nomista o “legalista”. En particular, religions com el judaisme, l'islam i la fe bahá'í ensenyen la necessitat d'una llei positiva revelada tant per a l'estat com per a la societat, mentre que altres religions com el cristianisme generalment rebutgen la idea que això sigui necessari o desitjable i, en canvi, emfatitzen preceptes morals eterns de la llei divina sobre els aspectes civils, cerimonials o judicials, que poden haver estat anul·lats com en les teologies de la gràcia sobre la llei.
Alguns exemples de codis legals derivats de la religió inclouen l' Halacà  jueva, la xaria islàmica, el dret canònic cristià (aplicable dins d'una concepció teològica més àmplia a l'església, però en l'època moderna diferent del dret estatal secular) i el dret hindú.

## Religions i institucions religioses establertes
Una religió estatal (o església establerta) és un cos religiós oficialment aprovat per l'estat. Una teocràcia és una forma de govern en què es reconeix un Déu o a una Deïtat com a governant civil suprem.
Tant en les teocràcies com en algunes jurisdiccions religioses, els objectors de consciència poden causar ofenses religioses. Els sistemes jurídics contraris són els estats seculars o les societats multiculturals en què el govern no adopta formalment una religió concreta, sinó que pot reprimir tota activitat religiosa o aplicar la tolerància a la diversitat religiosa.

## Fe Baháʼí
Les lleis bahá'ís són lleis i ordenances utilitzades en la fe bahá'í i són una part fonamental de la pràctica bahá'í. Les lleis es basen en textos autenticats de Bahà'u'llàh, el fundador de la Fe Bahá'í, interpretacions posteriors d'Abdu'l-Bahà i Shoghi Effendi i legislació de la Casa Universal de Justícia. La llei bahá'í es presenta com un conjunt de principis i directrius generals i els individus han d'aplicar-los com millor semblin oportuns. Tot i que algunes de les lleis socials són aplicades per les institucions bahá'íes, es posa èmfasi en les persones que segueixen les lleis basades en la seva consciència, comprensió i raonament, i s'espera que els bahá'ís segueixin les lleis per amor a Bahá'u'lláh. Les lleis són vistes com el mètode de manteniment de l'ordre i la seguretat al món.
Alguns exemples de lleis i observances religioses bàsiques del Kitáb-i-Aqdas que es consideren obligatoris per als bahá'ís inclouen:
- Reciteu una oració obligatòria cada dia. Hi ha tres oracions d'aquestes entre les quals es pot triar una cada dia.
- Observeu un dejuni de dinou dies des de la sortida del sol fins al capvespre del 2 al 20 de març. Durant aquest temps, els bahá'ís en bona salut entre els 15 i els 70 anys s'abstenen de menjar i beure.
- Es prohibeixen les xafarderies i les burles i es consideren especialment perjudicials per a la persona i les seves relacions.

## Budisme
Patimokkha comprèn una col·lecció de preceptes per a bhikkhus i bhikkhunis (monjos i monges budistes).

## Cristianisme
En el marc del cristianisme, hi ha diverses definicions possibles del dret religiós. Una d'elles és la Llei mosaica (que els cristians consideren que és l'Antic Testament) també anomenada Llei divina o llei bíblica, l'exemple més famós és els Deu Manaments. Una altra són les instruccions de Jesús de Natzaret als seus deixebles a l'Evangeli (sovint es coneix com la Llei de Crist o el Nou manament o el Nou Pacte, en contrast amb l'Antic Pacte). Un altre és el Concili de Jerusalem dels Fets 15, que encara és observat per l'Església Ortodoxa Grega. Un altre és el dret canònic a les esglésies catòlica, anglicana i ortodoxa.
En algunes confessions cristianes, la llei sovint es contrasta amb la gràcia: el contrast aquí parla d'intentar guanyar la salvació obeint un codi de lleis en lloc de buscar la salvació mitjançant la fe en l'expiació feta per Jesús a la creu.

### Llei bíblica / mosaica
Les opinions cristianes de l'Antic Pacte varien i s'han de distingir de la teologia, l'ètica i la pràctica cristianes. El terme "Vell Pacte", també conegut com a Pacte Mosaic i la Llei de Moisès, fa referència a les afirmacions o principis de la llei religiosa i de l'ètica religiosa codificats als cinc primers llibres o Pentateuc de l'Antic Testament. Les opinions de l'Antic Pacte s'expressen al Nou Testament, com les antítesis de la llei de Jesús, la controvèrsia de la circumcisió al cristianisme primitiu i l'Incident d'Antioquia i la posició de l'apòstol Pau i el judaisme. La majoria dels cristians sostenen que només son aplicables parts, mentre que alguns protestants opinen que cap no és aplicable. Els teòlegs de doble pacte opinen que només les lleis de Noahide s'apliquen als gentils. El moviment del cristianisme jueu està pràcticament desaparegut.

### Dret canònic
El dret canònic és el conjunt de lleis i reglaments elaborats o adoptats per l'autoritat eclesiàstica per al govern de l'organització cristiana i dels seus membres. És la llei eclesiàstica interna que regula l'Església Catòlica Romana, les Esglésies ortodoxes orientals orientals i la comunió anglicana d'esglésies. La forma en què es legisla, s'interpreta i de vegades s'aplica aquesta llei eclesiàstica varia molt entre aquests tres cossos d'esglésies. En les tres tradicions, un cànon era inicialment una regla adoptada per un consell de l'església (del grec kanon / κανών, hebreu kaneh / קנה, per regla, estàndard o mesura); aquests cànons van constituir la base del dret canònic.

#### Cànons dels apòstols
Els cànons dels apòstols o cànons eclesiàstics dels mateixos sants apòstols és una col·lecció d'antics decrets eclesiàstics (vuitanta-cinc a l'orient, cinquanta a l'església occidental) sobre el govern i la disciplina de l'església paleocristiana, incorporada a les Constitucions apostòliques que formen part dels pares antinicens.

#### Església catòlica
El dret canònic de l'Església catòlica (llatí: jus canonicum) és el sistema de lleis i principis legals elaborat i aplicat per les autoritats jeràrquiques de l'Església per regular la seva organització i govern externs i ordenar i dirigir les activitats dels catòlics cap a la missió de l'Església. Va ser el primer sistema jurídic i és el sistema jurídic més antic que funciona a Occident, anterior a les tradicions del dret comú europeu i del dret civil. El que va començar amb les regles ("cànons") adoptades pels apòstols al Concili de Jerusalem al segle I s'ha convertit en un sistema legal altament complex i original que engloba no només les normes del Nou Testament, sinó alguns elements de l'hebreu (Antic Testament), Tradicions jurídiques romanes, visigòtiques, saxones i celtes que abasten milers d'anys d'experiència humana, mentre que les tradicions úniques del dret canònic catòlic oriental regeixen les 23 esglésies particulars sui iuris de la catòlica oriental .
Les lleis eclesiàstiques positives deriven de l'autoritat formal en el cas de les lleis universals de la promulgació del legislador suprem —el pontífex suprem— que posseeix la totalitat del poder legislatiu, executiu i judicial de la seva persona, mentre que les lleis particulars deriven l'autoritat formal de la promulgació per un legislador inferior al legislador suprem, sigui un legislador ordinari o delegat. El material real dels cànons no és només de tipus doctrinal o moral, sinó que abasta tota la condició humana.
Té tots els elements ordinaris d'un sistema jurídic madur: lleis, tribunals, advocats, jutges, un codi legal completament articulat per a l'Església llatina, així com un codi per a les Esglésies Catòliques Orientals, principis d'interpretació jurídica, i sancions coercitives. No té força vinculant civilment a la majoria de jurisdiccions seculars. Aquells que són versats i hàbils en dret canònic, i professors de dret canònic, són anomenats canonistes (o col·loquialment, advocats canònics). El dret canònic com a ciència sagrada s'anomena canonística.
La jurisprudència del dret canònic catòlic és el complex de principis i tradicions legals dins del qual opera el dret canònic, mentre que la filosofia, la teologia i la teoria fonamental del dret canònic catòlic són les àrees de la formació filosòfica, teològica i jurídica dedicades a proporcionar una base teòrica pel dret canònic com a sistema jurídic i com a veritable dret.
A l'Església primitiva, els primers cànons foren decretats pels bisbes units en consells "ecumènics" (l'Emperador convocava a tots els bisbes del món coneguts perquè hi assistissin amb almenys el reconeixement del bisbe de Roma) o consells "locals" (bisbes d'una regió o territori). Amb el pas del temps, aquests cànons es van anar complementant amb decretals dels bisbes de Roma, que eren respostes a dubtes o problemes segons la màxima, Roma locuta est, causa finita est ("Roma ha parlat, el cas està tancat").
Més tard, es van reunir en col·leccions, tant no oficials com oficials. La primera col·lecció realment sistemàtica va ser reunida pel monjo camaldolès Gracià al segle xi, conegut comunament com el Decret de Gracià. Al Papa Gregori IX se li atribueix la promulgació de la primera col·lecció oficial de cànons anomenada Decretalia Gregorii Noni o Liber Extra (1234). Va seguir el Liber Sextus (1298) de Bonifaci VIII, les Clementines (1317) de Climent V, els Extravagantes Joannis XXII i les Extravagantes Communes, que seguien la mateixa estructura que el Liber Extra. Totes aquestes col·leccions, junt amb el Decret de Gracià, s'anomenen junts el Corpus Juris Canonici. Després de la finalització del Corpus Juris Canonici, la legislació papal posterior es va publicar en volums periòdics anomenats Bullaria.
Al segle xix, aquest conjunt de legislacions incloïa unes 10.000 normes, moltes difícils de conciliar entre elles a causa de canvis en les circumstàncies i la pràctica. Aquesta situació va impulsar el papa Pius X a ordenar la creació del primer Codi de dret canònic, un volum únic de lleis clarament exposades. Sota l'ègida del cardenal Pietro Gasparri, la Comissió per a la Codificació del Dret Canònic es va completar amb Benet XV, que va promulgar el Codi, vigent el 1918. Havent començat l'obra per Pius X, de vegades se l'anomenava "Codi Pio-benedictí", però més sovint el Codi de 1917. En la seva preparació, els segles de material van ser examinats, escrutats per l'autenticitat pels principals experts i harmonitzats al màxim amb els cànons oposats i fins i tot altres codis, des del Corpus Juris Civilis fins al Codi Civil francès.
El papa Joan XXIII va demanar inicialment un sínode de la diòcesi de Roma, un concili ecumènic i una actualització del codi de 1917. Després de la clausura del Segon Concili Ecumènic del Vaticà (Vaticà II) el 1965, es va fer evident que caldria revisar el Codi a la llum dels documents i la teologia del Vaticà II. Després de múltiples esborranys i molts anys de discussió, el papa Joan Pau II va promulgar el Codi de Dret Canònic (CIC) revisat el 1983. Conté 1752 cànons, és la llei que actualment obliga a l'església romana llatina (occidental).
El dret canònic de les esglésies catòliques orientals, que havia desenvolupat algunes disciplines i pràctiques diferents, va experimentar el seu propi procés de codificació, cosa que va donar lloc al Codi de cànons de les esglésies orientals promulgat el 1990 pel papa Joan Pau II.
Les institucions i pràctiques del dret canònic van ser paral·leles al desenvolupament legal de gran part d'Europa i, en conseqüència, tant el dret civil modern com el dret comú tenen les influències del dret canònic. Edson Luiz Sampel, un expert brasiler en dret canònic, diu que el dret canònic està contingut en la gènesi de diversos instituts de dret civil, com ara el dret de l'Europa continental i els països llatinoamericans. Sampel explica que el dret canònic té una influència significativa en la societat contemporània.
Actualment, s'espera que tots els estudiants del seminari catòlic de ritus llatí facin un curs de dret canònic (vers 252.3). Alguns funcionaris eclesiàstics han de tenir el doctorat (JCD) o almenys el llicenciat (JCL) en dret canònic per complir les seves funcions: vicaris judicials (vers 1419.1), jutges (vers 1421.3), promotors de la justícia (vers. 1435), defensors del bo (vers 1435). A més, els vicaris generals i els vicaris episcopals han de ser doctors o, com a mínim, llicenciats en dret canònic o en teologia (c. 478.1), i els defensors canònics han de tenir el doctorat o ser veritablement experts en dret canònic (c. 1483). Normalment, els bisbes han de tenir títols avançats en escriptures sagrades, teologia o dret canònic (vers 378.1.5). Sant Ramon de Penyafort (1175–1275), un sacerdot dominicà català, és el patró dels canonistes, per les seves importants contribucions a la ciència del Dret Canònic.

#### Esglésies ortodoxes
Els ortodoxos de parla grega han recopilat cànons i comentaris en una obra coneguda com el Pēdálion (en grec: Πηδάλιον, "Timó"), anomenat així perquè està destinat a "dirigir" l'Església. La tradició cristiana ortodoxa en general tracta els seus cànons més com a pautes que com a lleis, i els bisbes els ajusten a les circumstàncies culturals i locals. Alguns erudits cànons ortodoxos assenyalen que, si els Concilis Ecumènics (que deliberaven en grec) significaven que els cànons s'utilitzessin com a lleis, els haurien anomenat nómoi / νόμοι (lleis) en lloc de kanónes / κανόνες (regles), però gairebé tots els ortodoxos s'hi conformen. Tot i això, les decisions dogmàtiques dels concilis s'han d'obeir en lloc de tractar-les com a pautes, ja que són essencials per a la unitat de l'Església.

#### Comunió Anglicana
A l'Església d'Anglaterra, els tribunals eclesiàstics que antigament van decidir moltes qüestions, com ara disputes relacionades amb el matrimoni, el divorci, els testaments i la difamació, encara tenen jurisdicció sobre determinats assumptes relacionats amb l'església (per exemple, disciplina del clergat, alteració de la propietat de l'església i qüestions relacionades amb els cementiris). El seu estatus separat es remunta al segle xi, quan els normands els van separar de les corts seculars / religioses mixtes i de les corts locals utilitzades pels saxons. En contrast amb la resta de tribunals d'Anglaterra, la llei utilitzada en matèria eclesiàstica és almenys parcialment un sistema de dret civil, no pas de dret comú, encara que fortament governat pels estatuts parlamentaris. Des de la Reforma, els tribunals eclesiàstics d'Anglaterra han estat tribunals reials. L'ensenyament del dret canònic a les universitats d'Oxford i Cambridge fou abolit per Enric VIII; després, els professionals dels tribunals eclesiàstics van rebre formació en dret civil, rebent el títol de doctor en dret civil (DCL) d'Oxford o un LL. D. de Cambridge. Aquests advocats (anomenats "metges" i "civils") estaven centrats a "Doctors Commons", uns quants carrers al sud de la catedral de St Paul, a Londres, on monopolitzaven els casos de testament, matrimoni i Dret marítim fins que la seva jurisdicció va ser retirada del Dret anglosaxó a mitjan segle XIX. (El dret marítim també es basava en el dret civil en lloc del dret comú, per la qual cosa també eren gestionats pels civils.)
Carles I va derogar el Dret Canònic a Escòcia el 1638 després de les revoltes dels Covenanters que es van enfrontar als bisbes d'Aberdeen després de la convenció al castell de Muchalls i altres revoltes a Escòcia a principis d'aquest any.
Altres esglésies de la Comunió anglicana a tot el món (per exemple, l'Església episcopal als Estats Units i l'Església Anglicana del Canadà) encara funcionen sota els seus propis sistemes privats de dret canònic.

#### Esglésies presbiterianes i reformades
A les esglésies presbiterianes i reformades, el dret canònic es coneix com a "pràctica i procediment" o "ordre de l'església" i inclou les lleis de l'església que respecten el seu govern, disciplina, pràctica legal i culte.

#### Luteranisme
El Llibre de la Concòrdia és la declaració doctrinal històrica de l'Església luterana, que consta de deu documents acreditatius reconeguts com a autoritaris en el luteranisme des del segle XVI. Tanmateix, el Llibre de la Concòrdia és un document confessional (que afirma la creença ortodoxa) en lloc d'un llibre de normes o disciplines eclesiàstiques, com el dret canònic. Cada església nacional luterana estableix el seu propi sistema d'ordre i disciplina eclesiàstica, tot i que s'anomena "cànons".

#### L'Església Metodista Unida
El Llibre de disciplina conté les lleis, normes, polítiques i directrius de l'Església Metodista Unida. És revisat cada quatre anys per la Conferència General, l'òrgan legislatiu de l'Església Metodista Unida; la darrera edició es va publicar el 2016.

## Hinduisme
La llei hindú es basa en gran part en el Manu Smriti. Va ser reconeguda pels britànics durant el seu govern a l'Índia, però la seva influència va disminuir després de l'establiment de la República de l'Índia, tot i tenir un sistema legal secular.

## Islam
Xaria, també coneguda com a llei islàmica (قانون إسلامي qānūn ʾIslāmī), és el codi moral i la llei religiosa de l'islam. La xaria es deriva de dues fonts primàries, els preceptes exposats a l'Alcorà i l'exemple del profeta islàmic Mahoma a la Sunna. La jurisprudència islàmica (fiqh) interpreta i amplia l'aplicació de la xaria a qüestions que no es tracten directament a les fonts primàries mitjançant la inclusió de fonts secundàries. Aquestes fonts secundàries solen incloure el consens dels Ulema (erudits religiosos) encarnats en Ijmà i l'analogia de l'Alcorà i la sunna a través dels qiyàs. Els juristes xiïtes prefereixen aplicar el raonament ('aql) més que l'analogia per abordar qüestions difícils.
La xaria tracta molts temes tractats pel dret secular, inclosos els delictes, la política i l'economia, així com qüestions personals com les relacions sexuals, la higiene, la dieta, l'oració i el dejuni. Quan té oficialitat, els jutges islàmics apliquen la xaria o cadi. L'imam té responsabilitats variables segons la interpretació de la xaria; mentre que el terme s'utilitza habitualment per referir-se al líder de les oracions comunitàries, l'imam també pot ser un erudit, un líder religiós o un líder polític.
La reintroducció de la xaria és un objectiu a llarg termini per als moviments islamistes dels països musulmans. Algunes minories musulmanes a Àsia (per exemple, a Israel o a l’Índia) han mantingut el reconeixement institucional de la xaria per jutjar els seus assumptes personals i comunitaris. Als països occidentals, on la immigració musulmana és més recent, les minories musulmanes han introduït el dret de família de la xaria per utilitzar-lo en les seves pròpies disputes amb diversos graus d'èxit, per exemple, el Tribunal d'arbitratge musulmà de Gran Bretanya. Els intents dels musulmans d'imposar la xaria als no musulmans en països amb una gran població musulmana han estat acompanyats de controvèrsia,
Els musulmans creuen que la xaria és la llei de Déu, però difereixen quant a què implica exactament. Modernistes, tradicionalistes i fonamentalistes tenen opinions diferents sobre la xaria, igual que els adeptes a les diferents escoles de pensament i erudició islàmiques. Diferents països, societats i cultures també tenen diverses interpretacions de la xaria. violència, i fins i tot la guerra (cf. Segona Guerra Civil Sudanesa).

## Jainisme
La llei jainista o llei jaina es refereix a la interpretació moderna de l'antiga llei jainista que consisteix en regles d'adopció, matrimoni, successió i mort per als seguidors del jainisme.

## Judaisme
Halacà, literalment "caminar") és el conjunt col·lectiu de lleis religioses jueves rabíniques derivades de la Torà escrita i oral, incloent la Mixnà, el Midraix halakhic, el Talmud i els seus comentaris. Després de la destrucció del Segon Temple per part dels romans l'any 70 durant la Primera Guerra Judeo-romana, la Llei oral es va desenvolupar mitjançant interpretacions intensives i expansives de la Torà escrita.
La halacà s'ha desenvolupat gradualment a través d'una varietat de mecanismes legals i quasi legals, incloses decisions judicials, promulgacions legislatives I dret consuetudinari. La literatura de preguntes als rabins i les seves respostes considerades es coneix com a Responsa. Amb el pas del temps, a mesura que es desenvolupaven les pràctiques, es van anar escrivint codis de dret jueu basats en la literatura talmúdica i la Responsa. El codi més influent, el Xulhan Arukh, guia la pràctica religiosa de la majoria dels jueus ortodoxos i alguns conservadors.
Segons la tradició rabínica, hi ha 613 mitzvot a la Torà escrita. Els mitzvot de la Torà (també anomenada Llei de Moisès) pertanyen a gairebé tots els aspectes de la vida humana. Algunes d'aquestes lleis estan dirigides només a homes o dones, algunes només als antics grups sacerdotals (els Kohanim i Leviyim) membres de la tribu de Leví, alguns només als agricultors de la Terra d'Israel. Algunes lleis només són aplicables quan hi ha un temple a Jerusalem.

## Wicca
The Wiccan Rede és una afirmació que proporciona el sistema moral clau en la religió neopagana de la Wicca i en algunes altres religions relacionades amb la bruixeria. Una forma comuna del Rede és "Si no fa mal a ningú, feu el que vulgueu".